# Bíblia nas artes

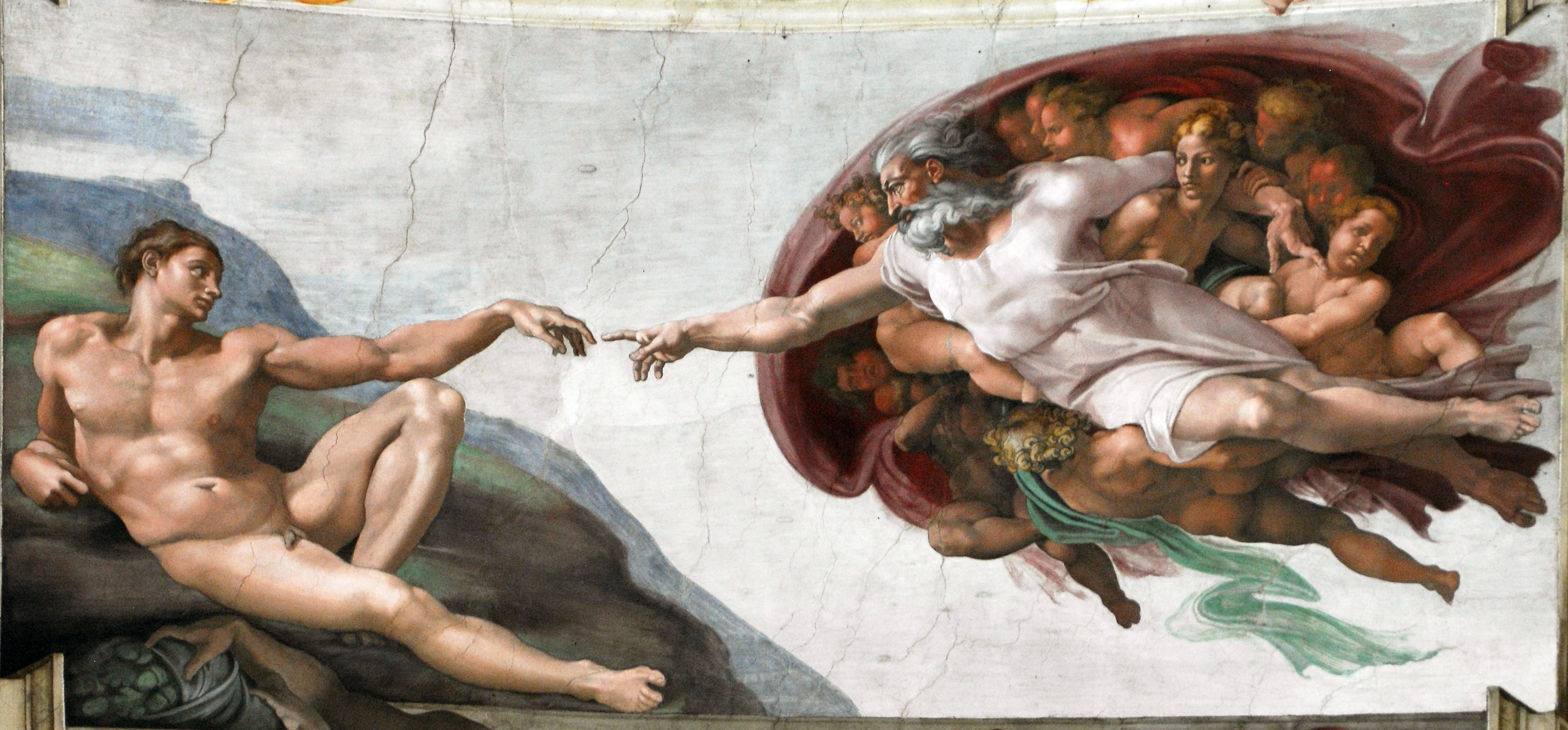
A Criação de Adão (Michelangelo) - Capela Sistina

A Bíblia tem sido inspiração, desde a Antiguidade, para inúmeras formas de produção artística. As histórias bíblicas, desde a narrativa da criação do mundo, o dilúvio, a Vida de Cristo e seus discípulos, a Virgem Maria, e inúmeros outros epsódios são frequentemente retratados em pinturas e esculturas, músicas, filmes e em diversos monumentos arquitetônicos.
As chamadas Sagradas Escrituras são consideradas uma das obras mais influentes de todos os tempos. São a base do Cristianismo, do Judaísmo e do Islamismo e isto teve reflexo na História de Arte.
A Bíblia é tradicionalmente dividida entre dois conjuntos de livros: o Antigo Testamento e o Novo Testamento, respectivamente relacionadas ao período Antes de Cristo e ao período Depois de Cristo.

Rembrandt van Rijn, O Retorno do Filho Pródigo, c. 1661–1669. 262 cm × 205 cm. Museu Hermitage, São Petersburgo

Rica em imagens e metáforas, a Bíblia se tornou atraente para os artistas. A partir das descrições encontradas nas escrituras, os artistas adquiriram autonomia para recriar os eventos e personagens, acrescentando as próprias interpretações. Artistas renomados como Leonardo da Vinci, Michelangelo, Salvador Dali, Rembrandt e Caravaggio, dentre tantos outros (famosos e anônimos), na Bíblia encontraram uma inesgotável fonte de inspiração para os seus trabalhos.
A arte religiosa cumpre uma função destacada na difusão das ideias e na formação dos adeptos, particularmente dos principiantes.  Em períodos onde a população era analfabeta, em maioria, por exemplo, as imagens artísticas, contando as histórias e ensinamentos bíblicos ¨podiam ser transmitidos e compreendidos pelas pessoas de todas as classes sociais¨.
A interpretação da Bíblia por intermédio das artes visuais é muito impactante. O talento e habilidades dos artistas na retratação dos diversos episódios, das passagens bíblicas, empregados em suas obras proporcionam reflexões sobre as mensagens que estas escrituras pretendem transmitir.
Tais obras de arte permitem aos observadores uma experiência única de imersão nas histórias e ensinamentos bíblicos. Através de elementos visuais como cores, formas, texturas e composições, os artistas são capazes de transmitir emoções, transmitindo a mensagem divina contida nas páginas da Bíblia de forma tangível e acessível.
Por intermédio da arte visual, a Bíblia deixa de ser apenar um livro sagrado, mas, por seu conteúdo altamente constituído por linguagem simbólica, constitui-se em manancial riquíssimo para a inspiração de artistas nos conteúdos da espiritualidade e da religiosidade. O simbolismo bíblico tem o poder de incentivar os recursos estéticos dos mestres da arte.
De fato, a arte bíblica, ou derivada de suas narrativas, podem ser recordadas desde, por exemplo, a arquitetura do Templo de Salomão, ou à confecção da Arca da Aliança, até a arte contemporânea, tal como a obra magistral do Templo Expiatório da Sagrada Família de Gaudi.
A mundialmente famosa Capela Sistina é outro, dentro muitos, monumentos artísticos derivados dos escritos bíblicos. Inspirada no Templo de Salomão do Antigo Testamento, reuniu os principais mestres renascentistas, tais como Michelangelo, Rafael, Perugino, Ghirlandaio e Sandro Botticelli.
A arte é um fenômeno social e como tal deve ser tratada e estudada. Ela é reveladora de uma determinada sociedade e momento histórico. A Bíblia como um dos principais monumentos literários da História, que influenciou diversas culturas e religiões de grande destaque e é o conjunto de escritos mais lidos e difundidos de todos o tempos sendo fonte de inspiração para muitos artistas em todos os tipos de realização artística, não pode deixar de ser analisada, sobre o prisma da História da Arte, em profundidade. Basta citar que um dos personagens presentes entre os considerados escritos sagrados, a Virgem Maria - que consta no Novo Testamento - é um dos motivos mais representados e referidos na arte.

## Origem
A Bíblia não é um único livro, mas, sim, uma compilação de livros escritos por diferentes autores. O termo é derivado do grego koiné τὰ βιβλία que significa 'os livros'. É uma antologia de textos religiosos ou escrituras sagradas para o Cristianismo, o Judaísmo, o Islamismo e muitas outras religiões. Esses textos, originalmente escritos em Hebraico, Aramaico e Grego Koiné, incluem instruções, histórias, poesias e profecias, entre outros gêneros literários. Per si, a Bíblia é uma obra de arte.
Os livros são datados de muitos séculos antes de Jesus Cristo pela tradição judaica, ditos Antigo Testamento, e continuados depois do nascimento de Cristo com os textos chamados de Novo Testamento.
Para um público contemporâneo, as narrativas bíblicas que aparecem na arte, desde os primórdios, podem parecer impenetravelmente obscuras. A onipresença das imagens do Novo e do Antigo Testamento origina-se da necessidade de ilustrar visualmente e inspirar espiritualmente o público em grande parte analfabeto de uma maneira emocional – e não intelectual.

## Arquitetura

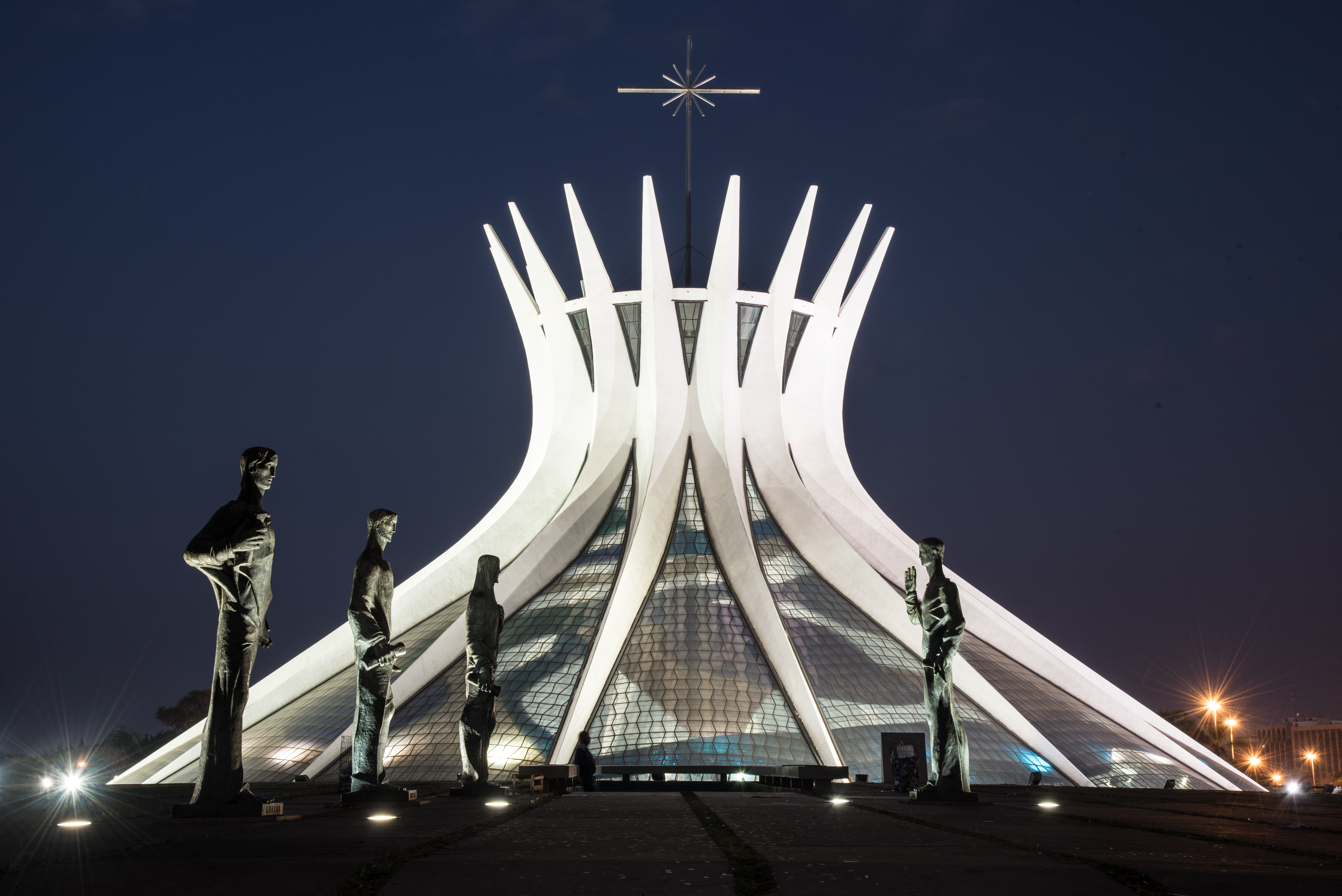
Catedral Metropolitana de Brasília - Oscar Niemeyer

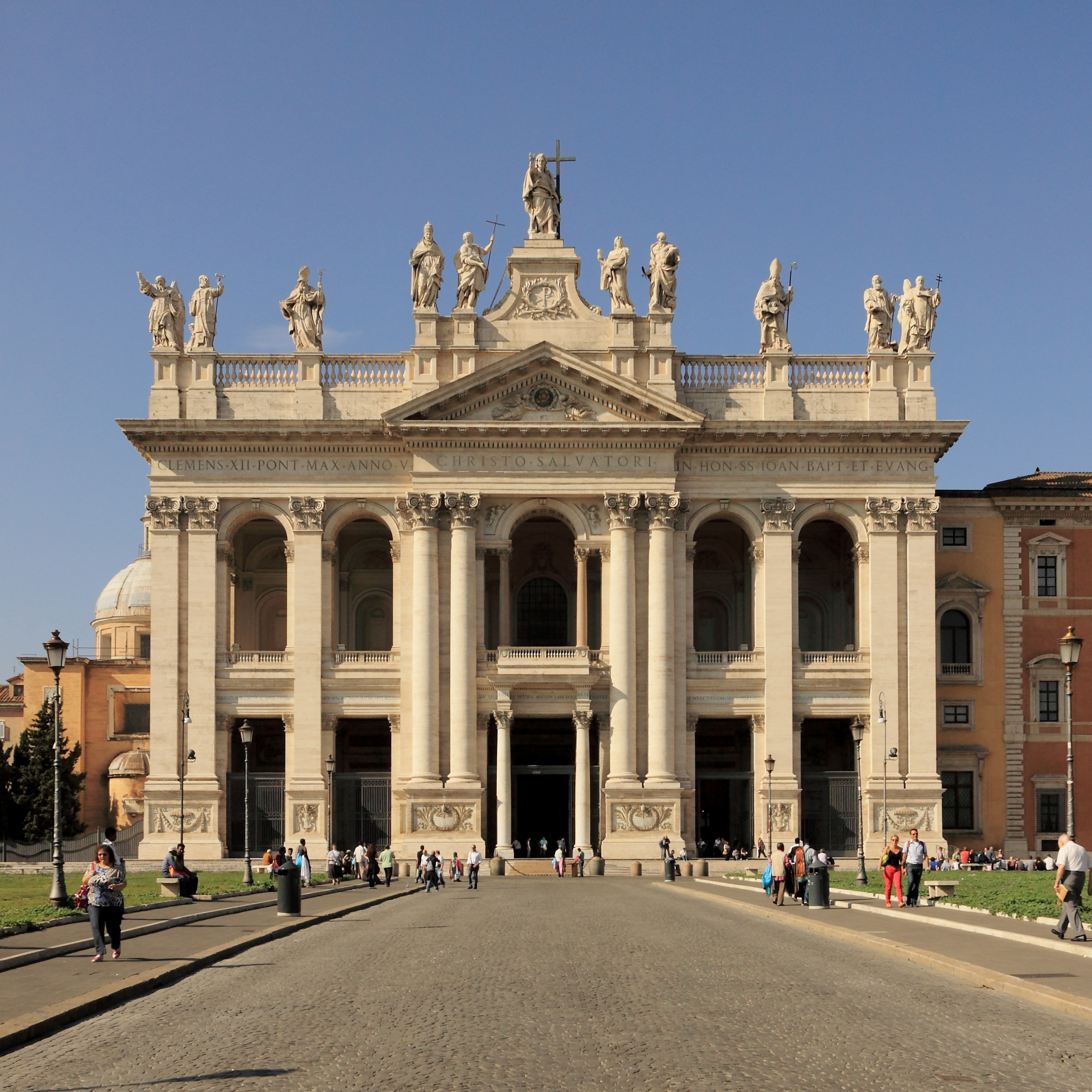
Arquibasílica de São João de Latrão

A arquitetura durante séculos foi um dos principais destaques para a difusão das ideias religiosas e políticas. Esta arte na propagação das ideias contidas nas Sagradas Escrituras também foi muito importante. Como bem acentuou Erwin Panofsky, os modelos arquitetônicos tem estreita relação com as formas de pensamento e ideologia. As ideias religiosas são transmitidas, também, pelas edificações. As edificações baseadas nos escritos bíblicos, portanto, exercem este papel.
O antigo Templo de Salomão, em Jerusalém, pelas narrativas do Antigo Testamento, ou Bíblia Hebraica - onde eram guardadas a Arca da Aliança e ficava o Santo dos Santos -, era o centro, não somente da vida religiosa, mas, também da vida política do Reino de Israel e Judá.
A Cidade do Vaticano, com sua imponente Basílica de São Pedro, a impressionante Colunata de Bernini, é um grande monumento arquitetônico a serviço da Igreja Católica e ponto de referência para todos os fiéis desta religião.
Diversos monumentos arquitetônicos, tal como o Cristo Redentor, no alto do Corcovado, na cidade do Rio de Janeiro, servem como símbolos da identificação de um povo, ou parte deste povo, com suas crenças religiosas.
A arquitetura bíblica acompanhou as mudanças de pensamento. As estruturas foram transmutando na medida que os diversos outros saberes humanos foram, também, se transformando.
A importância e efeitos nas sociedades das construções arquitetônicas é notável, inclusive as religiosas. Até os seus vestígios. Um exemplo notável é a do Muro das Lamentações em Jerusalém para a comunidade judaica, destacado o seu poder simbólico
As estruturas arquitetônicas, como todas as outras formas de arte, são códigos linguísticos, modelos de uma série de convenções comunicacionais.

## Escultura

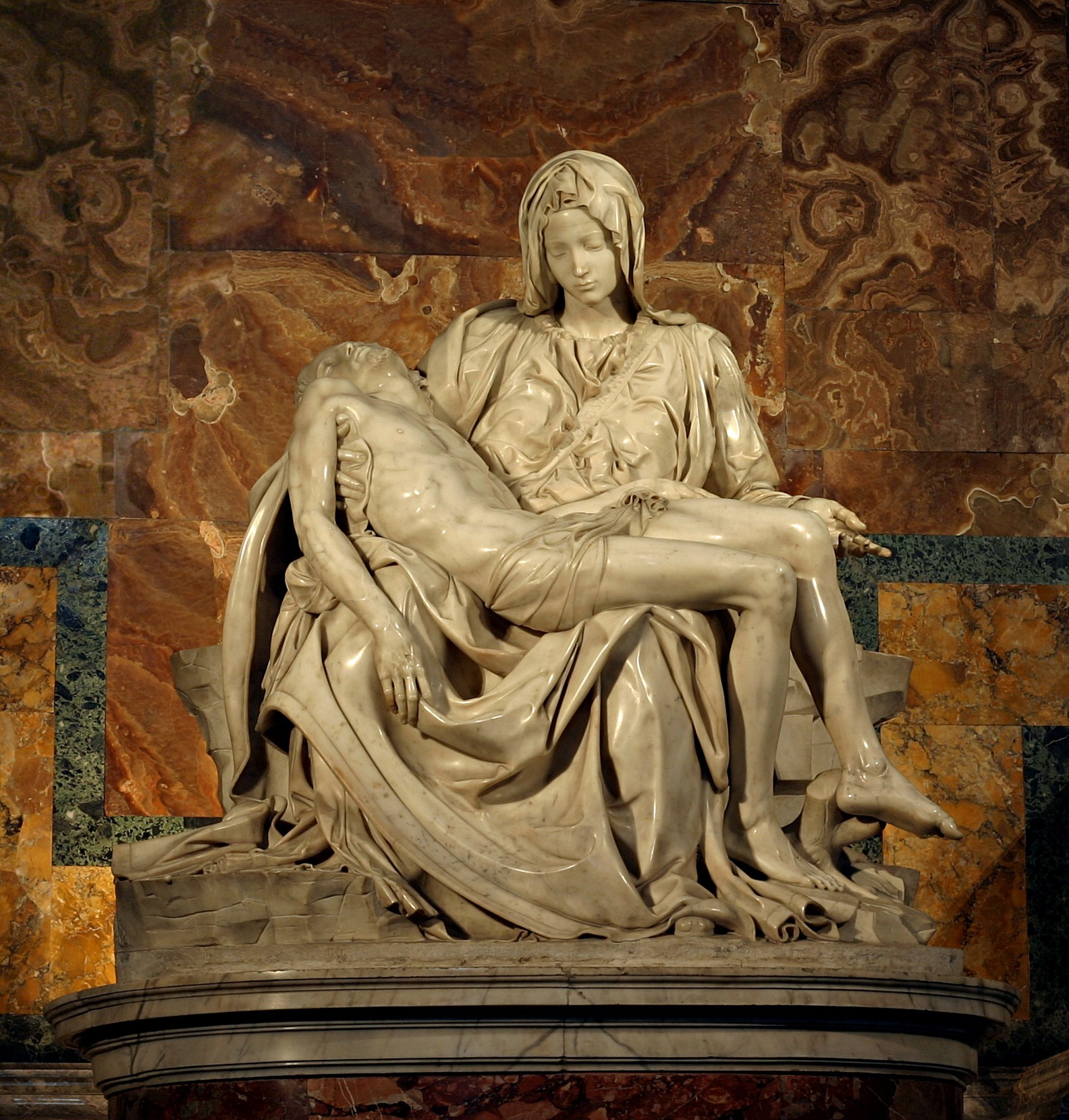
Pietà (Michelangelo)

David - Michelangelo

Antes mesmo das grandes obras arquitetônicas poderemos nos referir às realizações esculturais, desde os primevos artífices até aos mais recentes artistas e suas obras magistrais, como as primordiais realizações artísticas com inspiração bíblica. O que os une é este propósito de retratarem personagens ou passagens das Sagradas Escrituras. O David de Michelangelo ou os profetas de Aleijadinho são exemplos de virtuosos relativamente recentes.
Remonta, entretanto, eivados dos próprios escritos bíblicos, a produção de esculturas. Um exemplo é a passagem conhecida como a confecção e adoração ao Bezerro de Ouro.
Obras comoventes como a Pietà, de Michelangelo, que está em uma das capelas da Basílica de São Pedro, no Vaticano, é um dos exemplos significavos de como a arte contribui com a mensagem religiosa. As Pietàs são representações da Virgem Maria com o seu filho, Jesus, morto em seus braços. Na versão de Michelangelo o requinte e esmero da modelação e o tratamento da superfície do mármore, polido como um marfim, deram-lhe a reputação de uma das mais belas esculturas de todos os tempos.
A arte escultural, depois da arte pictórica, é a manifestação artística preferencial e mais difundida, tanto na composição e decoração de templos, de igrejas, assim como no uso de locações públicas em cidades, e uso em oratórios domiciliares.
Tal prática mereceu disposição da Santa Sé no Código de Direito Canônico, tamanha a dimensão desta prática devocional dos fiéis desta religião para com alguns destes objetos.